# Pidonia ingenua
Pidonia ingenua är en skalbaggsart som först beskrevs av Henry Frederick Wickham 1914.  Pidonia ingenua ingår i släktet Pidonia och familjen långhorningar. Inga underarter finns listade i Catalogue of Life.